# Kitty Hawk
Kitty Hawk is een plaats (town) op de Outer Banks in de Amerikaanse staat North Carolina. Het valt bestuurlijk gezien onder Dare County.
Kitty Hawk is vooral bekend als de plaats waar de gebroeders Wright hun eerste vlucht maakten.
Onder meer het vliegdekschip USS Kitty Hawk en de Apollo 14-commandomodule zijn genoemd naar deze plaats.

## Demografie
Bij de volkstelling in 2000 werd het aantal inwoners vastgesteld op 2991.
In 2006 is het aantal inwoners door het United States Census Bureau geschat op 3332, een stijging van 341 (11,4%).

## Geografie
Volgens het United States Census Bureau beslaat de plaats een oppervlakte van 21,3 km², waarvan 21,2 km² land en 0,1 km² water. Kitty Hawk ligt op ongeveer 1 m boven zeeniveau.

## Plaatsen in de nabije omgeving
De onderstaande figuur toont nabijgelegen plaatsen in een straal van 28 km rond Kitty Hawk.

## Wright Monument

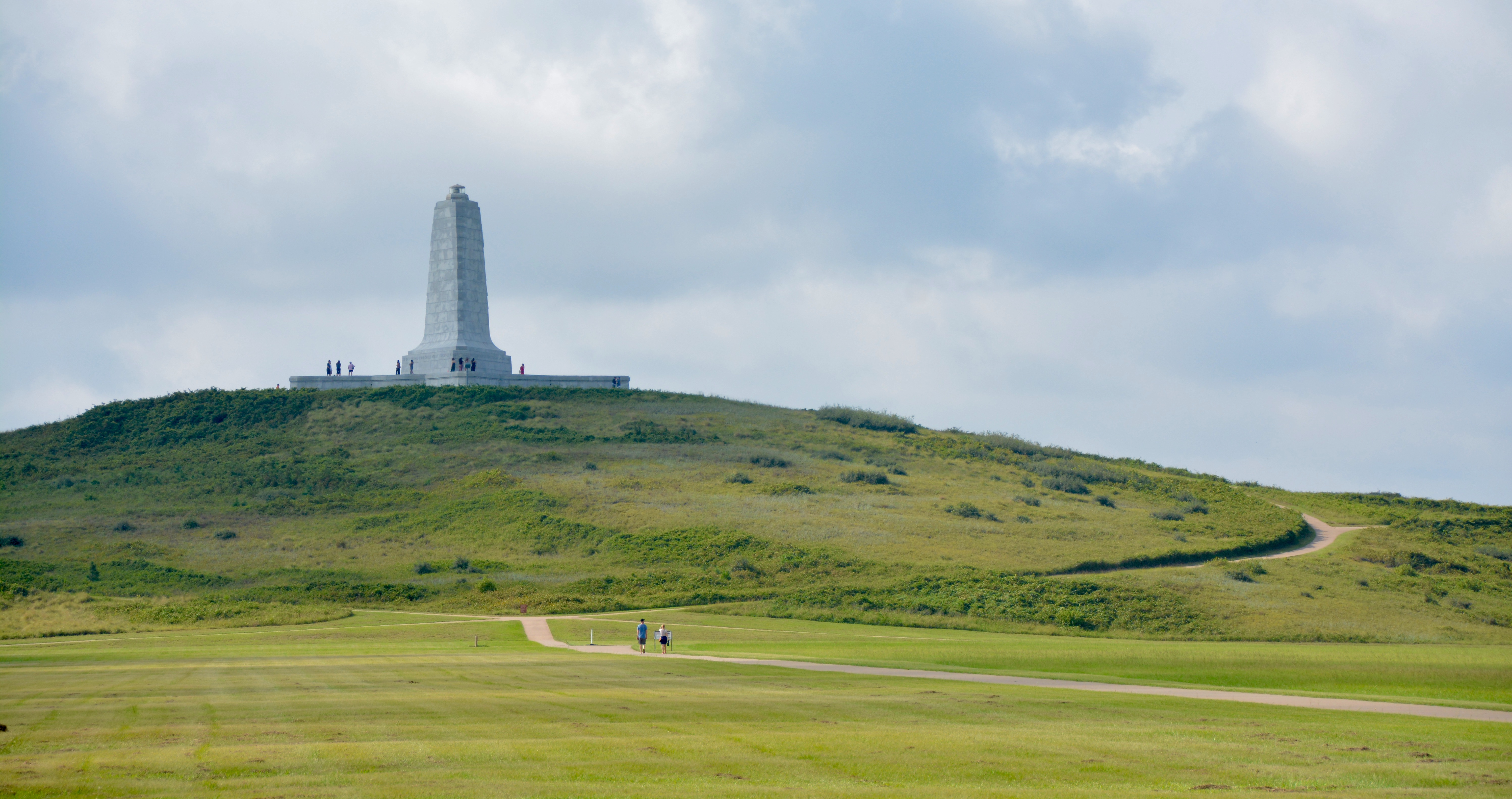
Zicht op het terrein, de Kill Devil Hill en het monument

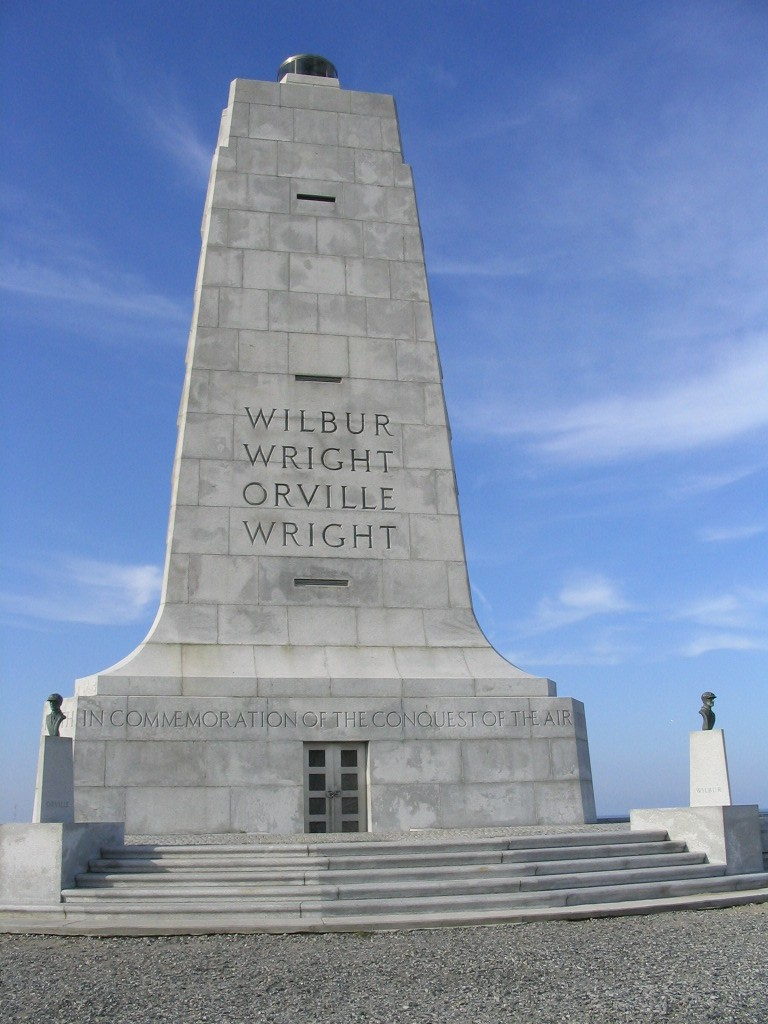
Het monument van dichtbij

Ten zuiden van de plaats ligt het Wright Brothers National Memorial. Deze gedenkplaats is aangelegd om de eerste vlucht van de twee broers te herdenken. Er is een bezoekerscentrum met diverse modellen en gereedschappen die ze hebben gebruikt inclusief een model van hun windtunnel. Er staat ook een replica van de hangar die ze bouwden voor het stallen en onderhouden van de vliegtuigen en die ook diende als verblijfsruimte. Tot slot is er een 18 meter hoog monument met de inscriptie: "In commemoration of the conquest of the air by the brothers Wilbur and Orville Wright conceived by genius achieved by dauntless resolution and unconquerable faith."